# Rajongemeinde Akmenė
Die Rajongemeinde Akmenė (Akmenės rajono savivaldybė) ist eine Rajongemeinde im Norden Litauens unweit der Grenze zu Lettland. Sie umfasst die drei Städte (Akmenė, Naujoji Akmenė und Venta), die beiden Städtchen (miesteliai) Kruopiai und Papilė sowie 165 Dörfer. Der Sitz der Verwaltung ist in Naujoji Akmenė.

## Amtsbezirke

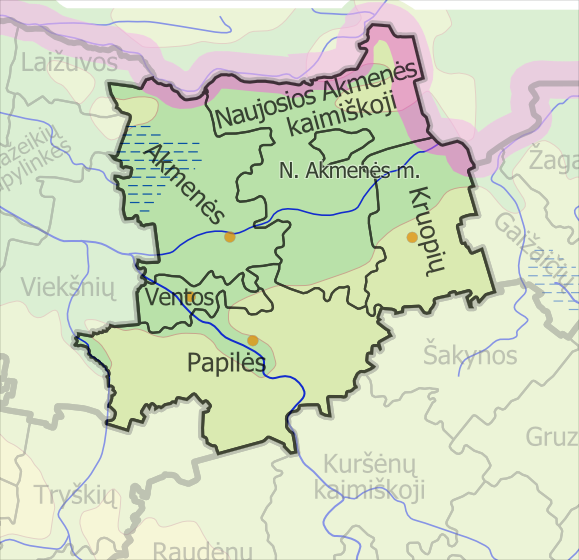
Amtsbezirke der Rajongemeinde Akmenė

- Akmenė
- Kruopiai
- Naujoji Akmenė Land
- Naujoji Akmenė Stadt
- Papilė
- Venta

## Wirtschaft
- Freie Wirtschaftszone Akmenė

## Fotos

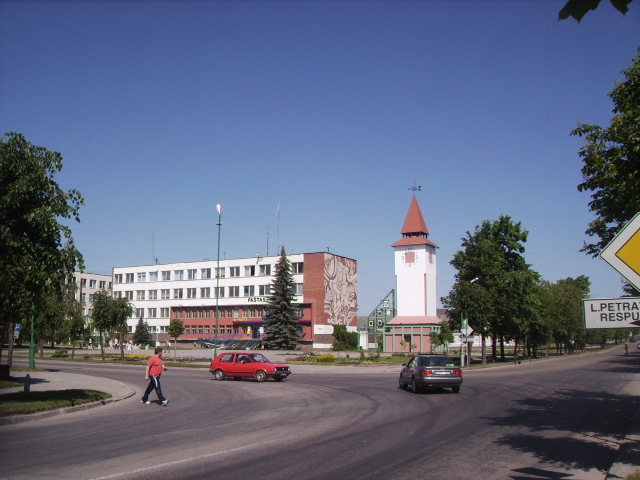
Naujoji Akmenė
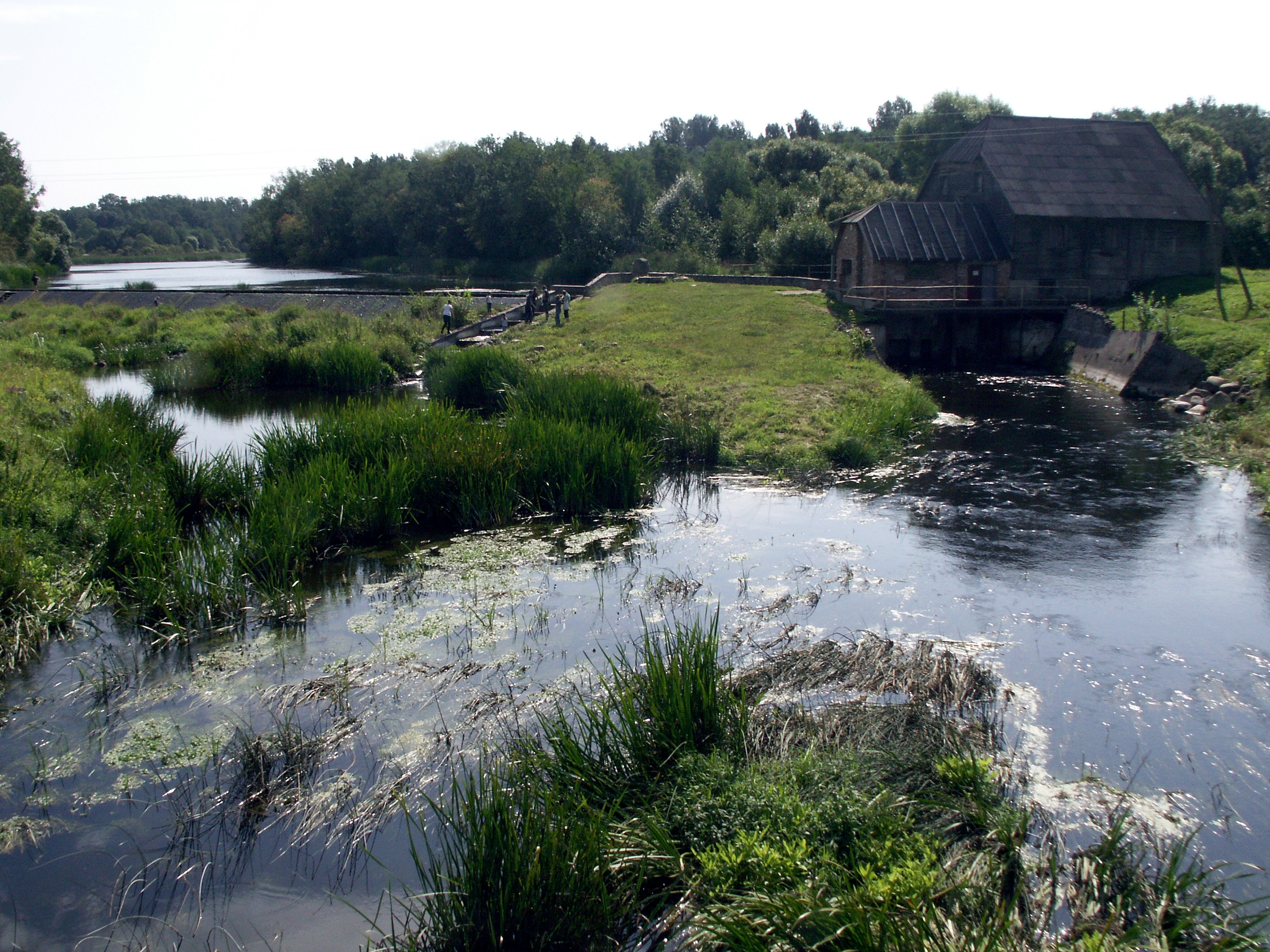
Wasserkraftwerk in Rudikiai
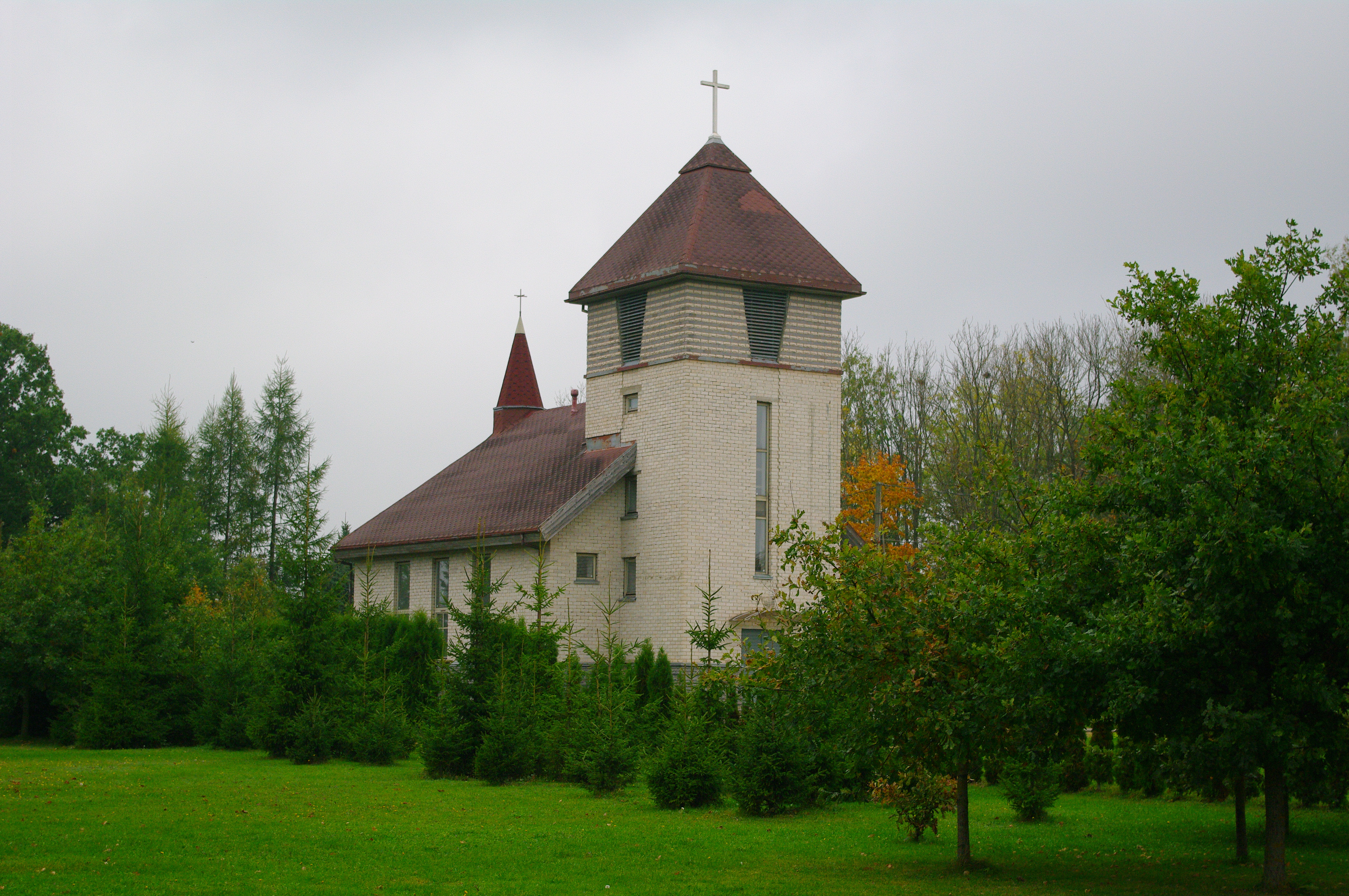
Katholische Kirche St. Kirche Mariä Himmelfahrt in Kivyliai, erbaut 2000
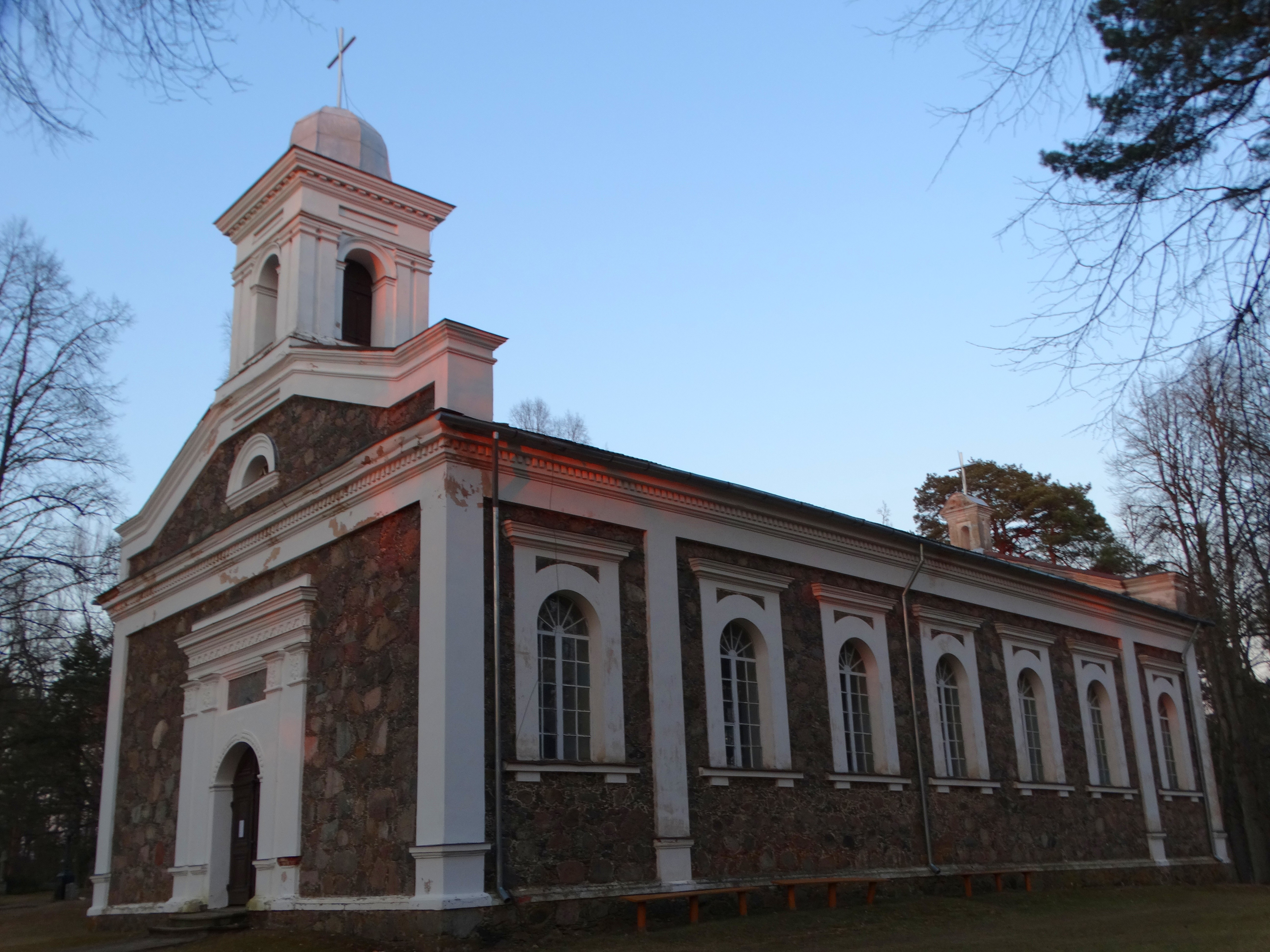
Evangelisch-Lutherische Kirche in Alkiškiai, erbaut 1861–1865
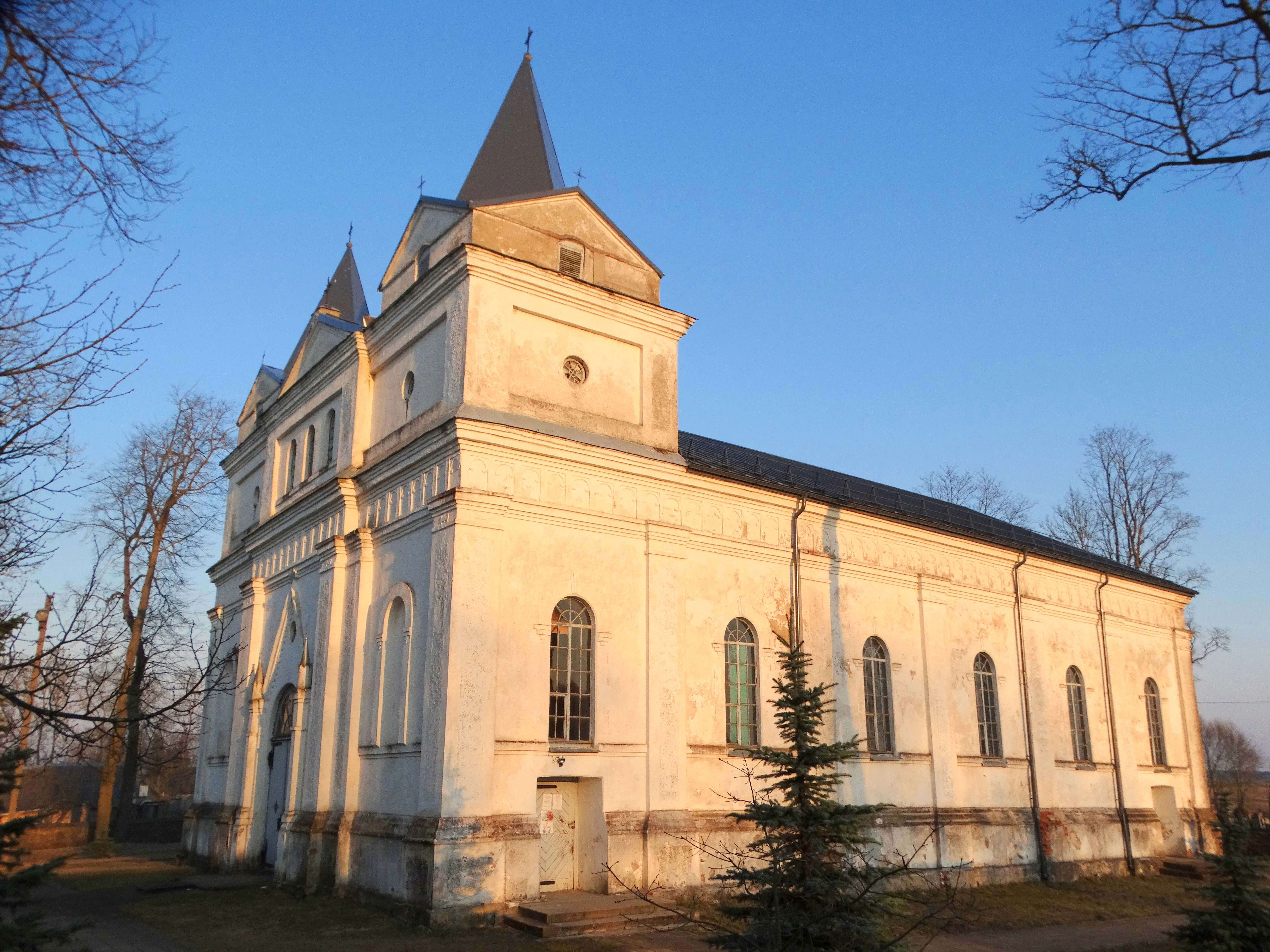
Katholische St.-Annen-Kirche in Kruopiai, erbaut 1889
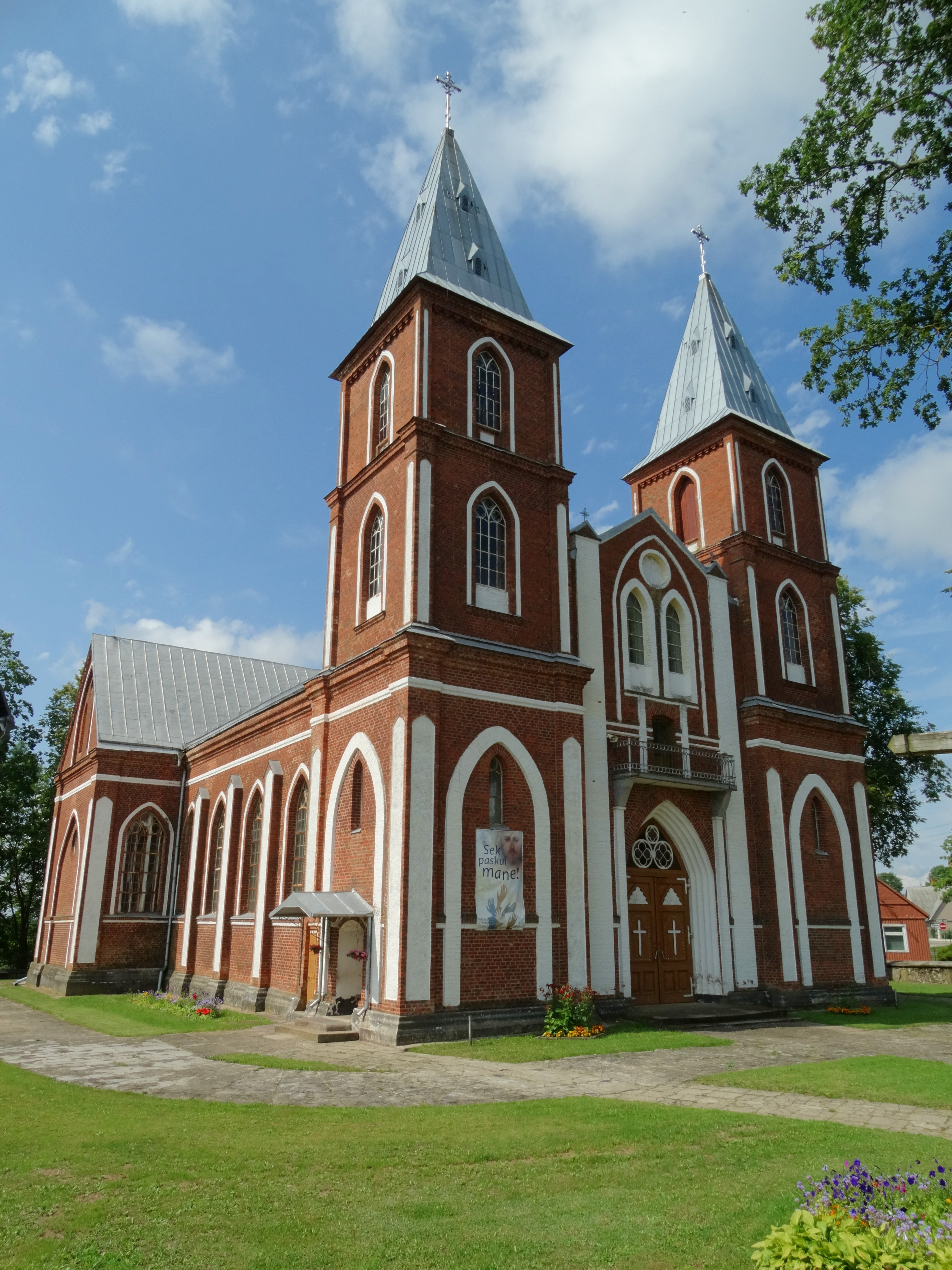
Katholische St.-Josephs-Kirche in Papilė, erbaut 1880–1887
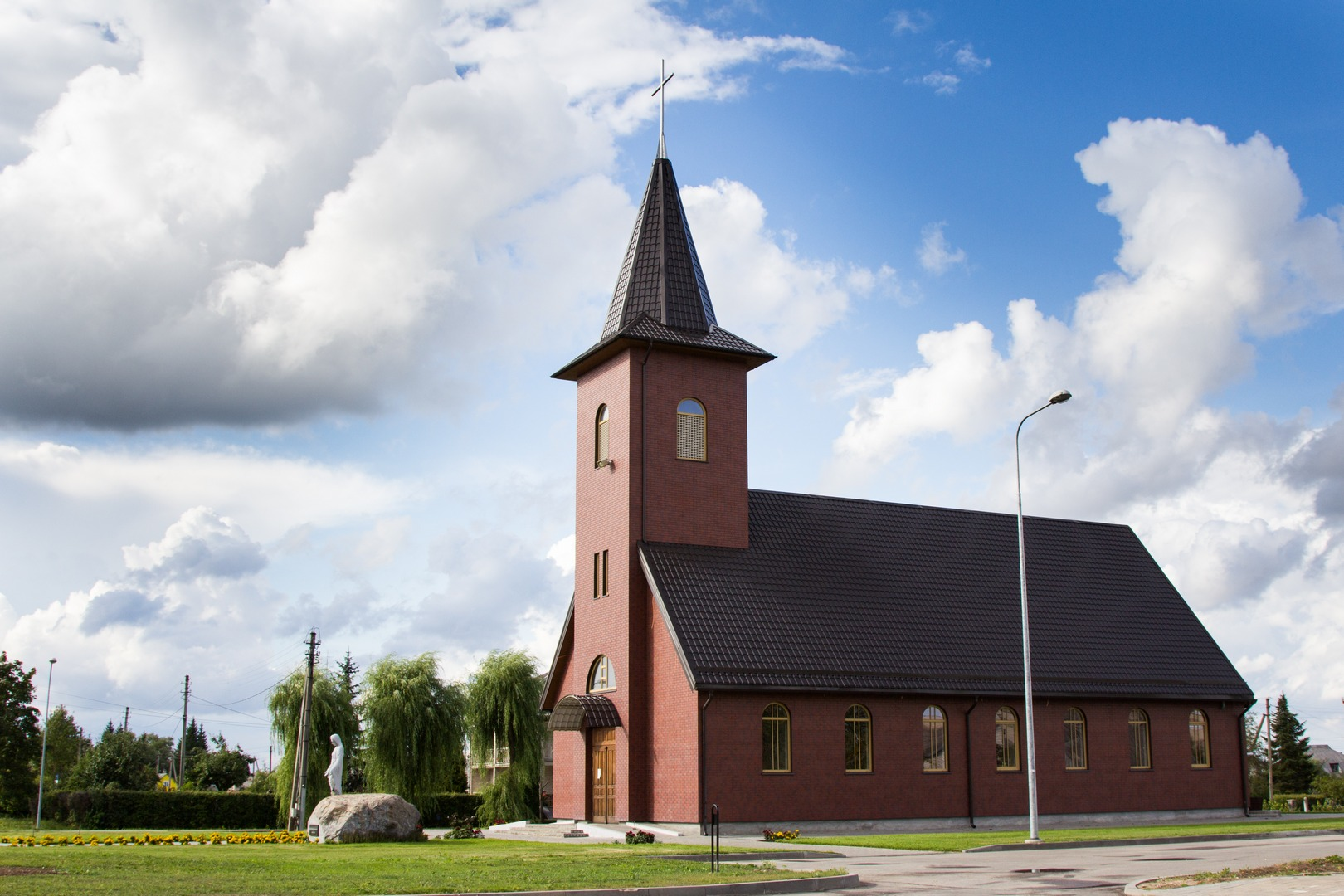
Katholische Kirche der Unbefleckten Empfängnis der Jungfrau Maria in Venta, erbaut 2009